# Carl Reuterskiöld
Carl Leonard Reuterskiöld (i riksdagen kallad Reuterskiöld i Gimo), född 30 oktober 1816 i Fasterna församling, Stockholms län, död 10 februari 1905 i Jakobs församling, Stockholms stad (folkbokförd i Skäfthammars församling, Uppsala län), var en svensk kabinettskammarherre och riksdagsman. Han tillhörde släkten Reuterskiöld.

## Biografi
Reuterskiöld blev student vid Uppsala universitet 1829 och avlade en jur. fil. examen 1835. Han blev kammarherre 1838 och kabinettskammarherre 1850. Han var fullmäktig i Järnkontoret 1865–1883. Han var ledamot av Ridderskapet och adeln 1844-1851 och 1859-1866. Han var ledamot av första kammaren 1872-1881, invald i Uppsala läns valkrets.

## Galleri

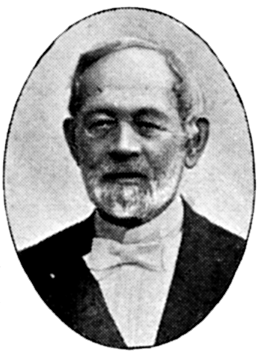
Porträtt av Carl Leonard Reuterskiöld.
Reuterskiöld i hovuniform för en kammarherre ca 1850. Teckning av Fritz von Dardel.